# Fred Ludwig
Fred Ludwig (* 3. März 1921 in Langsdorf; † 14. Oktober 1984; eigentlich Alfred Hofmann) war ein deutscher Schauspieler, der neben seiner Theatertätigkeit vor allem für die DEFA und das Fernsehen der DDR arbeitete.

## Leben
Nach seiner Schauspielausbildung in Hamburg spielte Ludwig ab 1941 an verschiedenen Bühnen, wie in Hamburg, Oldenburg, Bremerhaven und Tübingen. Von 1956 bis 1963 folgte ein Engagement an der Volksbühne Berlin, ehe er als freischaffender Künstler im Bereich Film, Funk, Synchron und Fernsehen tätig wurde. Nebenbei verkörperte Ludwig zahlreiche Filmrollen für die DEFA und den Deutschen Fernsehfunk (DFF).
Fred Ludwig starb am 14. Oktober 1984 im Alter von 63 Jahren und wurde am 28. November 1984 auf dem Friedhof in Falkensee beigesetzt.

## Filmografie
- 1957: Zwei Mütter
- 1957: Rivalen am Steuer
- 1958: Geschwader Fledermaus
- 1958: Sie kannten sich alle
- 1958: Das Lied der Matrosen
- 1960: Fernsehpitaval: Der Fall Hoefle (Fernsehreihe)
- 1960: Blaulicht: Die Butterhexe (Fernsehreihe)
- 1960: Fünf Patronenhülsen
- 1960: Hatifa
- 1961: Gewissen in Aufruhr (TV)
- 1963: Nackt unter Wölfen
- 1963: Karbid und Sauerampfer
- 1963: For Eyes Only
- 1964: Als Martin vierzehn war
- 1966: Irrlicht und Feuer (Fernsehfilm, Zweiteiler)
- 1966: Spur der Steine
- 1966: Columbus 64 (TV)
- 1968: Spur des Falken
- 1969: Weiße Wölfe
- 1970: Signale – Ein Weltraumabenteuer
- 1970: KLK an PTX – Die Rote Kapelle
- 1970: Mein lieber Robinson
- 1972: Der Staatsanwalt hat das Wort: Der illegale Projektant (TV-Reihe)
- 1972: Der Adjutant (Fernsehserie)
- 1973: Unterwegs nach Atlantis
- 1973: Der Staatsanwalt hat das Wort: Die Kraftprobe (TV-Reihe)
- 1973: Der Staatsanwalt hat das Wort: Nachteinkäufe (TV-Reihe)
- 1973: Stülpner-Legende (TV)
- 1973: Apachen
- 1973: Die Hosen des Ritters von Bredow
- 1974: Jakob der Lügner
- 1974: Kit & Co
- 1974: Die Frauen der Wardins (Fernseh-Dreiteiler)
- 1974: Der Staatsanwalt hat das Wort: Das Gartenfest (TV-Reihe)
- 1974: Zum Beispiel Josef
- 1975: Kriminalfälle ohne Beispiel: Mord im Märkischen Viertel (Fernsehreihe)
- 1975: Blutsbrüder
- 1976: Trini
- 1977: Wer reißt denn gleich vor’m Teufel aus
- 1977: Unterwegs nach Atlantis
- 1977: Dantons Tod (Studioaufzeichnung)
- 1978: Blauvogel
- 1980: Johann Sebastian Bachs vergebliche Reise in den Ruhm
- 1980: Levins Mühle
- 1980: Polizeiruf 110: Zeugen gesucht (TV-Reihe)
- 1981: Polizeiruf 110: Der Teufel hat den Schnaps gemacht (TV-Reihe)
- 1981: Polizeiruf 110: Nerze (TV-Reihe)
- 1981: Romanze mit Amélie
- 1982: Der Aufenthalt
- 1982: Polizeiruf 110: Petra (TV-Reihe)
- 1982: Rächer, Retter und Rapiere (siebenteilige Fernsehserie)
- 1984: Wo andere schweigen
- 1987: Bebel und Bismarck (Fernseh-Dreiteiler)

## Theater
- 1960: Hans Pfeiffer: Zwei Ärzte (Staatsanwalt) – Regie: Thomas Ruschin (Volksbühne Berlin – Theater im 3. Stock)
- 1961: Walter Hasenclever: Ein besserer Herr – Regie: Emil Stöhr (Volksbühne Berlin)
- 1962: Gotthold Ephraim Lessing: Emilia Galotti (Angelo) – Regie: Gerd Klein (Volksbühne Berlin)
- 1963: Leo Tolstoi: Krieg und Frieden – Regie: Wolfgang Heinz/Hannes Fischer (Volksbühne Berlin)

## Hörspiele
- 1959: Anna und Friedrich Schlotterbeck: Stürmische Tage (Toller) – Regie: Helmut Hellstorff (Rundfunk der DDR)
- 1961: Stefan Scherpner: Erhebungen im Fall Engelfried – Regie: Edgar Kaufmann (Hörspieldokumentation – Rundfunk der DDR)
- 1961: Klaus Glowalla: Mordprozeß Consolini – Regie: Fritz-Ernst Fechner (Hörspiel – Rundfunk der DDR)
- 1961: Klaus Beuchler: Der Fall Stetson (Inspektor) – Regie: Werner Grunow (Hörspiel – Rundfunk der DDR)
- 1962: Gerhard Stübe: Das Südpoldenkmal (Bowers) – Regie: Fritz Göhler (Hörspiel – Rundfunk der DDR)
- 1963: Gerhard Jäckel: Die Wahnmörderin (Bernhard) – Regie: Wolfgang Brunecker (Hörspiel – Rundfunk der DDR)
- 1966: Lothar Kleine: Gott auf Hiwa Oa (Polizeileutnant) – Regie: Wolfgang Brunecker (Biographie – Rundfunk der DDR)
- 1966: Hans Pfeiffer: Die neuesten Abenteuer des Detektiv Dick – Der große, große Schlaf (Polizeichef Peppermint) – Regie: Ingeborg Milster (Kinderhörspiel (Teil 1) – Rundfunk der DDR)
- 1968: Giles Cooper: Die unverdauliche Auster – Regie: Wolfgang Brunecker (Hörspielkomödie – Rundfunk der DDR)
- 1968: Siegfried Pfaff: Kostja, der Funker (Herzmann) – Regie: Detlef Kurzweg (Kinderhörspiel (2 Teile) – Rundfunk der DDR)
- 1968: Ilja Konstantinowski: Verjährungsfrist – Regie: Helmut Molegg (Hörspiel – Rundfunk der DDR)
- 1968: Day Keene/Warren Brand: Naked Fury – Nackte Gewalt – Regie: Helmut Hellstorff (Kriminalhörspiel – Rundfunk der DDR)
- 1969: Armin Müller: Gesichter – Regie: Wolfgang Brunecker (Hörspiel – Rundfunk der DDR)
- 1969: Fritz Selbmann: Ein weiter Weg – Regie: Fritz-Ernst Fechner (Hörspiel (8 Teile) – Rundfunk der DDR)
- 1970: Horst Liepach: Der Dichter und seine Fabeln (Chapelle) – Regie: Christa Kowalski (Rätselörspiel (4 Teile) – Rundfunk der DDR)
- 1970: Horst Bastian: Deine Chance zu leben – Regie: Detlef Kurzweg (Hörspiel – Rundfunk der DDR)
- 1972: Rolf Schneider: Einzug ins Schloß – Regie: Theodor Popp (Hörspiel – Rundfunk der DDR)
- 1974: Alexander Wolkow: Der Zauberer der Smaragdenstadt (Scheuch) – Regie: Maritta Hübner (Kinderhörspiel – Rundfunk der DDR)
- 1974: Helga Schütz: Le Rossignol heißt Nachtigall (Bernard) – Regie: Werner Grunow (Hörspiel – Rundfunk der DDR)
- 1974: Wolf D. Brennecke: Abriss eines Hauses – Regie: Fritz-Ernst Fechner (Hörspiel – Rundfunk der DDR)
- 1974: Hans-Jürgen Bloch: Hundert Mark für eine Unterschrift (Wachtmeister) – Regie: Joachim Staritz (Hörspielreihe: Tatbestand, Nr. 4 – Rundfunk der DDR)
- 1974: Augusto Boal: Torquemada (Polizist) – Regie: Peter Groeger (Hörspiel – Rundfunk der DDR)
- 1974: Giorgio Bandini: Der verschollene Krieger (Reisender) – Regie: Peter Groeger (Hörspiel – Rundfunk der DDR)
- 1977: Anne Matausch: Kennen Sie Weißborn (Lange) – Regie: Joachim Gürtner (Hörspielreihe: Neumann, zweimal klingeln – Rundfunk der DDR)
- 1977: Sabine Fischer: Eine seltsame Kiste (Hausbewohner) – Regie: Joachim Gürtner (Hörspielreihe: Neumann, zweimal klingeln – Rundfunk der DDR)
- 1980: Michail Bulgakow: Die Kabale der Scheinheiligen – Regie: Werner Grunow (Hörspiel – Rundfunk der DDR)